# 彭定求
彭定求（1645年6月2日—1719年5月27日），字勤止，號訪濂，學者稱南畇先生，直隸蘇州府吳縣人，祖籍江西臨江府清江縣（今樟樹市），清朝政治人物、狀元。

## 生平
廣東長寧縣知縣彭瓏之子，其家世代書香，人稱“長洲彭氏”。彭定求師從湯斌，康熙十一年（1672年）壬子科江南鄉試第二十名舉人，十五年（1676年）丙辰科一甲第一名進士（狀元）。授翰林院修撰，二十四年（1685年）任國子監司業，二十七年（1688年）升翰林院侍講，引疾致仕歸里。修建文昌閣，潛心研究理學。四十四年（1705年）曾奉敕編纂《全唐詩》，同年康熙帝南巡曾問其病況，五十八年（1719年）卒，贈吏部右侍郎。

## 著作
- 《儒門法語》一卷
- 《學易纂錄》一卷
- 《南畇文稿》十二卷
- 《南畇詩稿》二十七卷
- 《南畇續稿》一卷
- 《姚江釋誣錄》一卷
- 《明賢蒙正錄》二卷
- 《密證錄》一卷

彭定求從明本《道藏》中精選200種道書輯成《道藏輯要》。